# La casa dei sette camini
La casa dei sette camini (The House of the Seven Gables) è un film del 1940 diretto da Joe May, tratto dal romanzo di Nathaniel Hawthorne La casa dei sette abbaini.

## Trama
Nel 1828 la famiglia Pyncheon è sull'orlo della bancarotta e nel tentativo di ottenere l'esclusiva proprietà della casa Jaffrey riesce a far ingiustamente condannare all'ergastolo per omicidio il fratello Clifford. Vent'anni dopo l'innocente, grazie ad un condono concesso dal governatore, esce di prigione e trova ancora ad aspettarlo la sua fidanzata. Clifford insieme al compagno di cella ha un piano per provare la propria innocenza...

## Produzione
Il film fu prodotto dall'Universal Pictures.

## Distribuzione
Distribuito dall'Universal Pictures, il film uscì nelle sale cinematografiche USA il 12 aprile 1940 dopo essere stato presentato in prima a Chicago il 29 febbraio.